# سونگل
سونگل (اندونزیایی: Sunggal) شهری در استان سوماترای شمالی کشور اندونزی است. جمعیت این شهر بر اساس سرشماری سال ۱۹۹۰ میلادی، ۹۲٫۳۴۱ نفر و بر اساس سرشماری سال ۲۰۰۰ میلادی، ۱۳۳٫۱۱۰ بوده که در سال ۲۰۰۷ میلادی به ۱۶۸٫۸۲۱ نفر افزایش یافته‌است.